# سربرج (كوهباية)
سربرج (بالفارسية: سربرج) هي قرية تقع في إيران في قسم كوهبایة الريفي. يقدر عدد سكانها بـ 108 نسمة بحسب إحصاء 2016.